# Fortuné Le Prédour de Kerambriec
Fortuné Joseph Hyacinthe Le Prédour de Kerambriec, né le 16 février 1793 à Châteaulin et mort le 20 février 1866 à Paris, est un amiral français.

## Biographie
Il est le fils d'un administrateur du Finistère, avocat au Parlement de Bretagne, Louis-Joseph Le Prédour, mort guillotiné à Brest en 1794, à l'âge de 36 ans.
Il entre à l'âge de onze ans dans la marine et passe successivement enseigne de vaisseau en 1812, lieutenant de vaisseau en 1822. Le 14 juin 1828 Le Prédour obtient le commandement de la canonnière la Lilloise, destinée à effectuer des reconnaissances hydrographiques sur les côtes d'Afrique. Il reste près de 3 ans sur les côtes africaines. En 1831 il est nommé capitaine de corvette et il obtient  le commandement du brick le Lancier, élément de la division navale des Antilles et du golfe du Mexique. L'amiral Duperré, alors ministre de la marine, le nomme capitaine de frégate le 22 janvier 1836. Il est nommé capitaine de vaisseau en 1838. Il est désigné, le 16 janvier 1840 16 janvier 1840, pour prendre le commandement du vaisseau de 74 canons le Triton, élément
l'escadre du Levant.
Il épouse en 1830 une fille de l'ancien ministre d'État de Louis XVIII, Louis Antoine Fauvelet de Bourrienne.
Après la mort de sa femme il est Commandant de l'École navale. Puis, le 3 février 1847; le commandement  de la station du Brésil et de la Plata et il est promu contre-amiral. Nommé ministre plénipotentiaire de la France, il conclut avec les généraux Rosas et Oribe le traité (mai 1849) auquel on donne le nom de traité Le Prédour. Le traité est critiqué au sein de l'Assemblée Nationale, le traité est rejeté mais Le Prédour est  soutenu par le président de la République, le prince Louis Napoléon (1850). Il signe un nouveau traité de paix, remplaçant le précédent, en août 1850. En 1853 il est nommé vice-amiral et membre du Conseil d'Amirauté la même année. Il y siège durant 5 années.
Il est nommé sénateur le 8 février 1858, assemblée dans laquelle il siège jusqu'à sa mort à Paris le 20 février 1866. Il est inhumé au cimetière du Père-Lachaise (44e division).
Il est fait Chevalier de la Légion d'honneur le 10 avril 1832 puis officier le 28 avril 1842; commandeur le 29 juillet 1845 et enfin grand officier le 11 août 1855. Il est également chevalier de l'Ordre de Saint-Louis.

## Publications
- Résumé des opérations hydrographiques faites sur la côte occidentale d'Afrique, dans les années 1826 et 1827, à bord de la frégate La Flore et la goëlette La Dorade, Paris, 1828, impr. de Huzard-Courcien, lire en ligne sur Gallica
- Instructions nautiques sur les mers de l'Inde, tirées de la dernière édition de l'ouvrage anglais publié par James Horsburgh, et traduites par  Le Prédour, Paris, 1824-1839, Impr. royale, 5 vol.